# Sweet Voyage
『Sweet Voyage』（スイート・ボヤージ）は、米川英之が1990年にリリースしたアルバムのタイトルである。

## 解説
- C-C-B解散後にソロ活動を始めた米川のデビューアルバムである。1990年8月29日リリース。
- C-C-B時代に所属していたポリドールから発売した唯一のアルバム作品。
- 3曲目に収録されているデュエット曲「Burn 4 U.」には女性ボーカルとして、スタジオミュージシャンである山川恵津子が参加。また、C-C-B時代から編曲などで師事してきた大谷和夫の勧めでストリングスの編曲に初挑戦した[1]。
- 「Jazzyな気分の夜」にはツインボーカルとして当時OKs（OKAYS表記も）に在籍していた辻克仁が参加している。
- 「奇跡」のイントロ部は、1996年に（TBS系列）「JAPAN MAJOR BASEBALL」のCM開けアイキャッチの音楽に採用された[2]。

## 収録曲
| 全作曲・編曲: 米川英之。 |                               |          |            |
| #                        | タイトル                      | 作詞     | 作曲・編曲 |
| 1.                       | 「奇跡」                      | 関口誠人 | 米川英之   |
| 2.                       | 「Shadow of Your Smile」      | 小西康陽 | 米川英之   |
| 3.                       | 「Burn 4 U.」                 | 松本隆   | 米川英之   |
| 4.                       | 「Sweet Voyage」              |          | 米川英之   |
| 5.                       | 「Private Lips〜Private-Mix」 | 松本隆   | 米川英之   |
| 6.                       | 「天使の町〜L.A.-Mix」        | 松本隆   | 米川英之   |
| 7.                       | 「Jazzyな気分の夜」           | 松本隆   | 米川英之   |
| 8.                       | 「真夜中へ8マイル」           | 松本隆   | 米川英之   |
| 9.                       | 「魂の歌」                    | 松本隆   | 米川英之   |

## 楽曲解説
1. 奇跡
2. Shadow of Your Smile
3. Burn 4 U.
山川恵津子とのデュエット曲。
4. Sweet Voyage
アルバムタイトル曲
5. Private Lips〜Private-Mix
1stシングル『Private Lips』のアルバムリミックス。
6. 天使の町〜L.A.-Mix
1stシングル『Private Lips』のカップリング曲のアルバムリミックス。
7. Jazzyな気分の夜
辻克仁とのツインボーカル。
8. 真夜中へ8マイル
9. 魂の歌